# Агава (река)
Агава (др.-евр. אהוא‬ Ahava; «вода») — река (возможно, канал или приток Евфрата), на берегах которой Ездра (ок. V века до н. э.) собирал иудеев, вышедших с ним из Вавилонии, чтобы постом и молитвой подготовить успешное путешествие в страну отцов, возвращение в их отечество (Езд. 8:15—31). Из стиха 15 («собрал у реки, входящей в Агаву») можно заключить, что Агава также имя местности или города в Ассирии.
Выдвигалась гипотеза, что река Агава протекала в стране, называвшейся Авва (арамейско-сирийское слово «отец»).